# 2,3,4-trichloor-1-buteen
2,3,4-trichloor-1-buteen is een organische verbinding met als brutoformule C4H5Cl3. De stof komt voor als een kleurloze vloeistof, die zeer slecht oplosbaar is in water.

## Toxicologie en veiligheid
2,3,4-trichloor-1-buteen reageert met reducerende en sterk oxiderende stoffen. Het ontleedt bij verhitting en bij verbranding, met vorming van giftige en corrosieve dampen, waaronder zoutzuur.
De stof is irriterend voor de ogen, de huid en de luchtwegen. Op lange termijn kan er weefselbeschadiging van de longen optreden. 2,3,4-trichloor-1-buteen is mogelijk carcinogeen.